# Ruselabsatz
Der Ruselabsatz (856 m ü. NN) ist eine Passhöhe im Bayerischen Wald im Nordosten von Deggendorf im Naturpark gleichen Namens. Die im Osten gelegene Rusel ist namensgebend.

## Lage
Von der Passhöhe ist in 15 Minuten der Gessingerstein zu erreichen. Von diesem kleinen Felsvorsprung gibt es einen ausgezeichneten Blick in das Schauflingertal. Bei gutem Wetter reicht die Fernsicht bis zu den Alpen. 
An die Rusel schließen nach Südosten hin der Dattinger Berg und ihm zu Füßen der Lallinger Winkel sowie nach Nordwesten hin der Dreitannenriegel an. 

## Verkehr
Über den Ruselabsatz führt die Staatsstraße 2135, die die Stadt Deggendorf mit der Stadt Regen verbindet und in diesem Streckenbereich auch als Ruselbergstrecke bekannt wurde. Zwei Parkplätze in unmittelbarer Nähe dienen als Ausgangspunkt für Wanderungen oder zum Skilanglauf.

## Weiler
Der Weiler Ruselabsatz gehört als Ortsteil mit vier Anwesen zur Gemeinde Schaufling.